# Vergessenskurve

Graphische Darstellung der Vergessenskurve

Die Vergessenskurve – oder auch ebbinghaussche Kurve genannt – veranschaulicht den Grad des Vergessens innerhalb einer bestimmten Zeit. Sie wurde von dem deutschen Psychologen Hermann Ebbinghaus durch Selbstversuche entdeckt und soll u. a. zeigen, wie lange der Mensch neu Gelerntes behält und wie viel Prozent er vergessen hat. Im Zusammenhang mit der Vergessenskurve maß der Berliner Professor auch die Anzahl der Wiederholungen in Abhängigkeit von der Zeit, die nötig waren, um nach einer Pause die auswendig gelernten Silbenreihen fehlerfrei reproduzieren zu können. (Ersparnismethode)
Seine Ergebnisse besagen grob, dass wir bereits 20 Minuten nach dem Lernen nur noch 60 % des Gelernten abrufen können. Nach einer Stunde sind nur noch 45 % und nach einem Tag gar nur 34 % des Gelernten im Gedächtnis. Sechs Tage nach dem Lernen wiederum ist das Erinnerungsvermögen bereits auf 23 % geschrumpft; dauerhaft werden nur 15 % des Erlernten gespeichert.
Das Vergessen ist abhängig von der Art des zu lernenden Stoffes, beispielsweise kann der Mensch sich meist besser an Wortpaare wie fremdsprachige Vokabeln als an zufällige, sinnlose Silben erinnern; Schüler haben nach drei bis sechs Tagen noch bis zu 90 % der erlernten Vokabeln im Gedächtnis. Ebbinghaus experimentierte allerdings mit sinnlosen Silbenreihen, weshalb er u. a. Kritik erntete.

## Rezeption und Kritik
Experimentalpsychologen bewerteten die Konstruktion sinnloser Silben zunächst als sehr positiv, stellte sie doch aus ihrer Sicht ein methodisch naturwissenschaftlich-strenges Vorgehen dar. Mit der Zeit geriet Ebbinghaus aber vor allem von ganzheitlich- und gestalttheoretisch orientierten Forschern in die Kritik. So wurde hinterfragt, ob die Selbstversuche, mit Hilfe derer Ebbinghaus die Vergessenskurve aufstellte, geeignet sind, um valide Forschungsergebnisse zu liefern, da keine Kontrolle von Störfaktoren im Sinne von Übungseffekten vorlag. Auch in anderer Hinsicht wurde moniert, dass die Verwendung von sinnlosen Silben in den Gedächtnisexperimenten zu einem Kontrollverlust von Störfaktoren führte. Sinnlose Silben, zufällig gebildet durch einen Vokal (oder Umlaut) und zwei Konsonanten können eben doch sinnvoll oder mit Dialektwörtern konfundiert sein, wie die Beispiele „tür“ oder „nit“ zeigen. Im Hinblick auf die Methodik der Versuche wurde u. a. ungenaue Zeitmessung, die künstliche Lernsituation und die Reduktion auf Wiederholungen von Silben zur Messung der Gedächtnismethode kritisiert.
Die Forschung und Gesetzmäßigkeiten, zu denen u. a. die Vergessenskurve zählt, trug Ebbinghaus den Ruf eines Pioniers in dem zu der damaligen Zeit noch relativ unerforschten Gebiet der Gedächtnisforschung, ein. Zudem wiederholten zahlreiche Forscher, wie der Göttinger Psychologe Georg Elias Müller, unter größerer methodischer Strenge die Versuche von Ebbinghaus. So werden die Befunde in ihren Grundzügen noch heute als gültig angesehen.
Heinz von Foerster hat nachgewiesen, dass jede Überprüfung von Lernstoff für den behaltenen Lernstoff eine neue Lernsituation darstellt. Darüber hinaus hat diese Verwendung von Nonsens-Silben für Lernkurven nur einen beschränkten Aussagewert für sinnvoll gelernte Zusammenhänge. Die Neurologie und Gehirnforschung haben belegt, dass persönlich bedeutsamem Lernen ganz andere Vergessenskurven unterliegen. Daher sind die folgenden „Implikationen der Vergessenskurve“ nur auf Nonsenssilben beschränkt.

## Implikationen der Vergessenskurve
- Der Vorgang des Vergessens muss durch mehrfaches Wiederholen des Lernstoffes abgemindert werden (Überlernen, z. B. in Form der verteilten Wiederholung), wobei jede Wiederholung das Intervall, nach dem eine erneute Wiederholung nötig ist, vergrößert. Was man nicht im Alltag benutzt, vergisst man; und nur durch ständiges Benutzen des Wissens behält man es.
- Lernstoffe müssen möglichst klar und prägnant den Sinn der Sache erklären und dem Lernenden jederzeit den Überblick bieten. Zum Beispiel wird ein Schüler zuerst lernen, was Hormone überhaupt sind und erst dann, welche Wirkung die einzelnen Hormone besitzen.
- Die Lernkurve von Ebbinghaus misst allerdings nicht, wie viele Silben noch korrekt reproduziert werden konnten, sondern wie groß der Zeitaufwand gegenüber dem erstmaligen Lernen ist.

Nach Christian Michel und Felix Novak (1990) gelten näherungsweise folgende Vergessenskurven:
- „Prinzipien und Gesetzmäßigkeiten“ sind nach 5 Tagen zu ca. 1 % vergessen und nach 30 Tagen zu etwa 5 %
- Gedichte 25 % bzw. 50 %
- Prosa 53 % bzw. 60 %
- sinnlose Silben 78 % bzw. 80 %

Dies zeigt eindrücklich, dass es beim Lernen hilfreich wäre, den Stoff in Form von Prinzipien und Gesetzmäßigkeiten zu erklären, vielleicht auch in Form von Reimen oder Geschichten. 